# 伪支孔属
伪支孔属（学名：Pseudosteringophorus），是壮穴科下的一个属。

## 下属物种
- 石鲷伪支孔吸虫 Pseudosteringophorus holognathi Yamaguti, 1940